# Ken’ichi Matsuyama

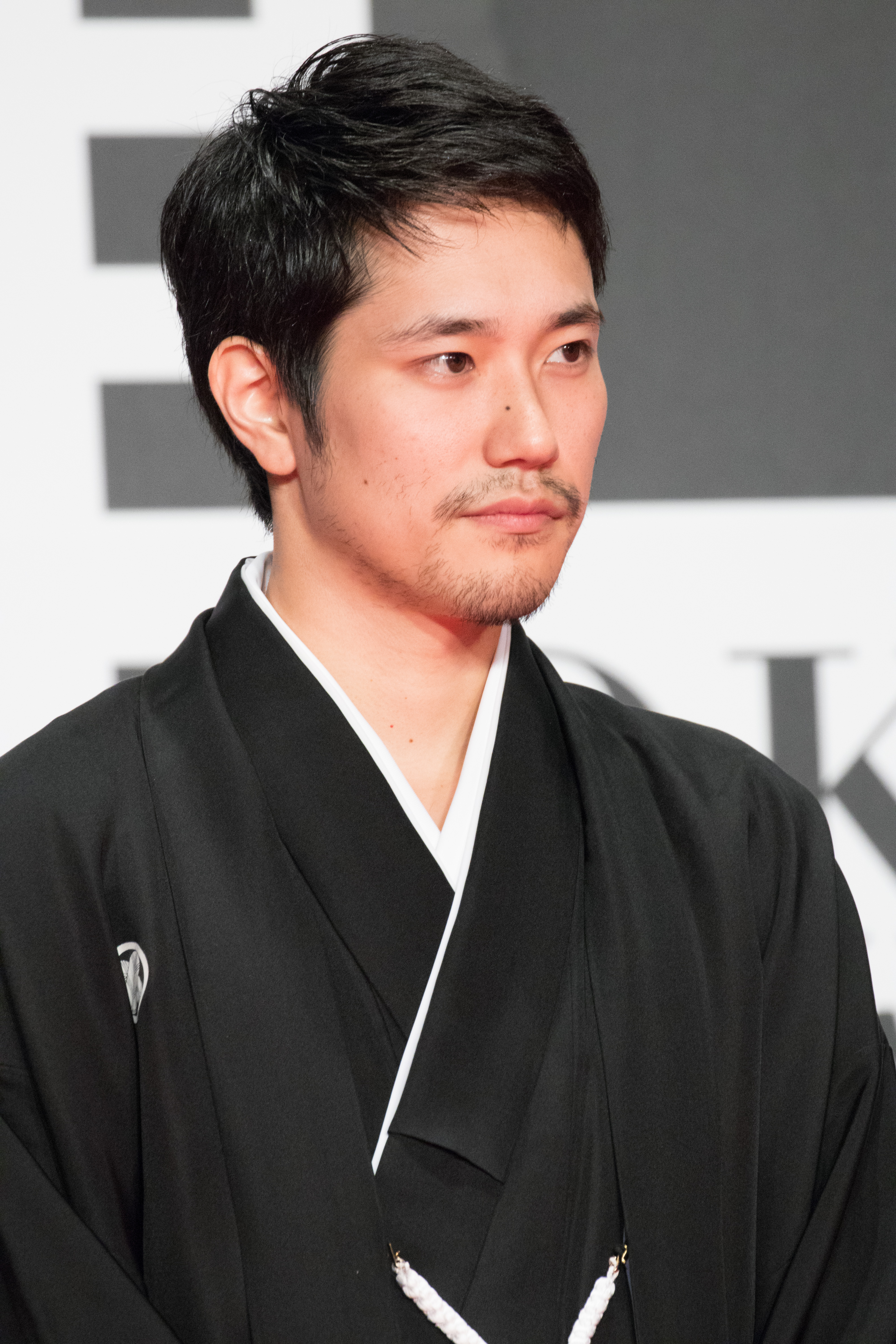
Ken’ichi Matsuyama (2016)

Ken’ichi Matsuyama (jap. 松山 ケンイチ, Matsuyama Ken’ichi, eigentlich 松山 研一 Matsuyama Ken’ichi; * 5. März 1985 in Mutsu Präfektur Aomori, Japan) ist ein japanischer Schauspieler. Seine bekannteste Rolle ist die des „L“ in den Filmen Death Note, Death Note – The Last Name und L: Change the World.

## Leben
Matsuyama startete 2001 seine Karriere als Model. 2002 hatte er dann seinen ersten Fernsehauftritt; er spielte eine kleine Rolle in dem NTV Drama „Gokusen“, nämlich die des Ken’ichi Mori. Doch erst 2006 schaffte er mit der Animeverfilmung Death Note, in der er „Detektiv L“ verkörpert, den Durchbruch. Matsuyama hat einen jüngeren Bruder und eine jüngere Schwester. Am 1. April 2011 heiratete er Kato Koyuki, eine Schauspielkollegin, die mit ihm zusammen in dem Film Kamui – The Last Ninja auftrat. Mit ihr hat er zwei Söhne und eine Tochter. (Stand 2022)

## Filme
- Winning Pass (2003)
- Bright Future (2003)
- Worst by Chance (2003)
- Gūzen nimo saiaku na shōnen (2003)
- The Locker 2 (2004) als Yosuke Shinohara
- Kamachi (2004)
- The Taste of Tea (2004)
- Linda Linda Linda (2005) als Makihara
- Nana (2005) als Shin (Shinichi Okazaki)
- Furyo shonen no yume (2005)
- Custom Made 10.30 (2005)
- Yamato – The Last Battle (2005) als Katsumi Kamio (15-jährig)
- Oyayubi sagashi (2006)
- Death Note (2006) als L
- Death Note – The Last Name (2006) als L
- Sexy Voice and Robo (2006) als Robo
- Genghis Khan: To the Ends of the Earth and Sea (2007) als Juchi
- Ten Nights of Dream (2007)
- Shindo (2007)
- South Bound (2007) als Officer Niigaki
- Tsubaki Sanjuro (2007) als Iori Isaka
- Dolphin Blue: Fuji, mou ichido sora e (2007)
- L: Change the World (2008) als L
- Don’t laugh at my romance (2007–2008) als Mirume
- Detroit Metal City (DMC) (2008) als Johannes Krauser II und Souichi Negishi
- Memoirs of a Teenage Amnesiac (2009) als Yuji Miwa
- Kamui – The Last Ninja (2009) als Kamui
- Kaiji (2009) als Sahara
- Ultra Miracle Love Story (2009)
- The laughing Policeman (2009)
- Naokos Lächeln (2010)
- Gantz Teil 1 als Masaru Katō (2011)
- Gantz Teil 2 als Masaru Katō (2011)
- My Back Page als Umeyama (2011)
- Usagi Drop als Daikichi (2011)
- Train Brain Express als Kei Komachi (2012)
- The Kiyosu Conference als Hidemasa Hori (2013)
- Going Home als Jiro Sawada (2014)
- Haru o Seotte als Tōru Nagamine (2014)
- Ten no Chasuke als Chasuke Saotome (2015)
- Nihon no Ichiban Nagai Hi als Takeo Sasaki (2015)
- No, Yōna Mono no Yōna Mono als Defunetei Shinden (2016)
- Chinyūki ~Tarō to Yukai na Nakama Tachi als Tarō Yamada (2016)
- Satoshi no Seishun als Satoshi Murayama (2016)

## TV-Serien
- Gokusen (2002)
- Tokyo Niwatsuki Ikkodate (2002)
- Kids War 5 (2003)
- Kids War Special: Korede Final! Zakennayo (2003)
- Be-Bop High School als Kawabata Jun (2004)
- Division 1 als Yasuda Shigeto (2005)
- 1 Litre no Namida (1 Litre of Tears) als Kawamoto-Senpai (2005)
- Tsubasa No Oreta Tenshitachi (2006)
- The Street Lawyers (2006)
- Sono 5 fun mae als Yuka Takashi (2006)
- Sexy Voice and Robo als Robo (2007)
- Nana (2007)
- Zeni Geba als Gamagori Futarō (2009)
- Love of 99 Years ~ Japanese American als Hiramatsu Jiro (2010)
- Taira no Kiyomori als Taira no Kiyomori (2012)
- Kōhaku ga Umareta Hi (2015)
- Futagashira (2015)
- Dokonjō Gaeru (2015)

## Synchronisationen
- Death Note (Anime) (2006) als Gelus
- Detroit Metal City (2008) als Makoto Hokazono

## Auszeichnungen
- 2010: Takasaki Film Festival for Best Actor (Bare Essence Of Life – gewonnen)
- 2010: 64th MAINICHI FILM AWARDS for Best Actor (Bare Essence Of Life – gewonnen)
- 2009: 32nd Japan Academy for Best Actor (Detroit Metal City – Nominierung)
- 2009: 3rd Asian Film Awards for Best Actor (Detroit Metal City – Nominierung)
- 2008: Asia Producer Network Best Actor (gewonnen)
- 2007: Elan D’or Awards for Rookie of the Year (gewonnen)
- 2007: Japan Academy for Best New Actor (Death Note und YAMATO – gewonnen)
- 2007: Japan Academy for Best Supporting Actor (Death Note – Nominierung)
- 2007: Yokohama Film Festival – Best New Talent (Death Note – gewonnen)
- 2006: Hochi Film Awards for Best New Actor (Death Note – gewonnen)